# Буковје Подвршко
Буковје Подвршко (хрв. Bukovje Podvrško) је насељено место у саставу града Самобора, Загребачка жупанија, Хрватска.

## Историја
До територијалне реорганизације у Хрватској било је у саставу старе загребачке приградске општине Самобор.

## Становништво
У попису становништва из 2011. године, Буковје Подвршко је имало 31 становника.
| Број становника према пописима | Број становника према пописима | Број становника према пописима | Број становника према пописима | Број становника према пописима | Број становника према пописима | Број становника према пописима | Број становника према пописима | Број становника према пописима | Број становника према пописима | Број становника према пописима | Број становника према пописима | Број становника према пописима | Број становника према пописима | Број становника према пописима | Број становника према пописима |
| ------------------------------ | ------------------------------ | ------------------------------ | ------------------------------ | ------------------------------ | ------------------------------ | ------------------------------ | ------------------------------ | ------------------------------ | ------------------------------ | ------------------------------ | ------------------------------ | ------------------------------ | ------------------------------ | ------------------------------ | ------------------------------ |
| 1857                           | 1869                           | 1880                           | 1890                           | 1900                           | 1910                           | 1921                           | 1931                           | 1948                           | 1953                           | 1961                           | 1971                           | 1981                           | 1991                           | 2001                           | 2011                           |
| 61                             | 0                              | 0                              | 66                             | 79                             | 84                             | 88                             | 106                            | 109                            | 113                            | 99                             | 77                             | 69                             | 57                             | 46                             | 31                             |

Напомена: Године 1857, 1890. и 1900. исказивано под именом Буковје. Године 1869. и 1880. није посебно наведено.